# Tápióbicske
Tápióbicske is een plaats (község) en gemeente in het Hongaarse comitaat Pest. Tápióbicske telt 3419 inwoners (2001).